# Atletica leggera ai II Giochi panamericani
L'atletica leggera ai II Giochi panamericani si è tenuta a Città del Messico, Messico, dal 12 marzo al 26 marzo 1955.

## Risultati

### Uomini
| Evento               | Oro                         | Prest.   | Argento                         | Prest.   | Bronzo                           | Prest.   |
| Corse piane          |                             |          |                                 |          |                                  |          |
| 100 metri            | Rod Richard Stati Uniti     | 10,30    | Mike Agostini Trinidad e Tobago | 10,40    | Willie Williams Stati Uniti      | 10,40    |
| 200 metri            | Rod Richard Stati Uniti     | 20,94    | Charles Thomas Stati Uniti      | 21,42    | José Telles da Conceição Brasile | 21,66    |
| 400 metri            | Louis Jones Stati Uniti     | 45,68    | Jim Lea Stati Uniti             | 45,78    | Jesse Mashburn Stati Uniti       | 46,44    |
| 800 metri            | Arnie Sowell Stati Uniti    | 1:49,86  | Lon Spurrier Stati Uniti        | 1:50,51  | Ramón Sandoval Cile              | 1:52,52  |
| 1500 metri           | Juan Miranda Argentina      | 3:53,30  | Wes Santee Stati Uniti          | 3:53,44  | Fred Dwyer Stati Uniti           | 3:56,04  |
| 5000 metri           | Osvaldo Suárez Argentina    | 15:30,60 | Horace Ashenfelter Stati Uniti  | 15:31,40 | Jaime Correa Córdoba Cile        | 15:39,20 |
| 10000 metri          | Osvaldo Suárez Argentina    | 32:42,60 | Vicente Sánchez Messico         | 33:00,40 | Jaime Correa Córdoba Cile        | 33:42,60 |
| 3000 siepi           | Guillermo Solá Cile         | 9:46,80  | Santiago Novas Cile             | 9:50,40  | Eligio Galicia Messico           | 9:54,20  |
| Corse ad ostacoli    |                             |          |                                 |          |                                  |          |
| 110 metri ostacoli   | Jack Davis Stati Uniti      | 14,44    | Keith Gardner Giamaica          | 14,74    | Evaristo Iglesias Cuba           | 14,94    |
| 400 metri ostacoli   | Josh Culbreath Stati Uniti  | 51,50    | Jaime Aparicio Colombia         | 51,80    | Wilson Carneiro Brasile          | 53,00    |
| Staffette            |                             |          |                                 |          |                                  |          |
| 4x100 metri          | Stati Uniti                 | 40,96    | Venezuela                       | 41,36    | Messico                          | 41,94    |
| 4x400 metri          | Stati Uniti                 | 3:07,43  | Giamaica                        | 3:12,63  | Venezuela                        | 3:15,93  |
| Concorsi             |                             |          |                                 |          |                                  |          |
| Salto in alto        | Ernie Shelton Stati Uniti   | 2,01 m   | Herman Wyatt Stati Uniti        | 2,01 m   | José Telles da Conceição Brasile | 1,91 m   |
| Salto in lungo       | Rosslyn Range Stati Uniti   | 8,03 m   | John Dale Bennett Stati Uniti   | 8,01 m   | Ary de Sá Brasile                | 7,84 m   |
| Salto triplo         | Adhemar da Silva Brasile    | 16,56 m  | Arnoldo Devonish Venezuela      | 16,13 m  | Víctor Hernández Cuba            | 15,60 m  |
| Salto con l'asta     | Bob Richards Stati Uniti    | 4,50 m   | Bobby Smith Stati Uniti         | 4,30 m   | Don Laz Stati Uniti              | 4,30 m   |
| Getto del peso       | Parry O'Brien Stati Uniti   | 17,59 m  | Fortune Gordien Stati Uniti     | 15,98 m  | Marty Engel Stati Uniti          | 14,62 m  |
| Lancio del disco     | Fortune Gordien Stati Uniti | 53,10 m  | Parry O'Brien Stati Uniti       | 51,07 m  | Hernán Haddad Cile               | 47,14 m  |
| Lancio del martello  | Bob Backus Stati Uniti      | 54,91 m  | Marty Engel Stati Uniti         | 53,36 m  | Elvio Porta Argentina            | 51,45 m  |
| Tiro del giavellotto | Bud Held Stati Uniti        | 69,77 m  | Ricardo Heber Argentina         | 66,15 m  | Reinaldo Oliver Porto Rico       | 65,56 m  |
| Prove su strada      |                             |          |                                 |          |                                  |          |
| Maratona             | Doroteo Flores Guatemala    | 2:59:10  | Onésimo Rodríguez Messico       | 3:02:22  | Luis Valázquez Guatemala         | 3:05:26  |
| Prove multiple       |                             |          |                                 |          |                                  |          |
| Decathlon            | Rafer Johnson Stati Uniti   | 6994 p.  | Bob Richards Stati Uniti        | 6886 p.  | Hernán Figueroa Cile             | 5740 p.  |

### Donne
| Evento               | Oro                          | Prest.  | Argento                      | Prest.  | Bronzo                         | Prest.  |
| Corse piane          |                              |         |                              |         |                                |         |
| 60 metri             | Bertha Díaz Cuba             | 7,50    | Isabelle Daniels Stati Uniti | 7,60    | Mabel Landry Stati Uniti       | 7,60    |
| 100 metri            | Barbara Jones Stati Uniti    | 11,90   | Mae Faggs Stati Uniti        | 12,07   | María Luisa Castelli Argentina | 12,38   |
| Corse ad ostacoli    |                              |         |                              |         |                                |         |
| 80 metri ostacoli    | Eliana Gaete Cile            | 11,70   | Bertha Díaz Cuba             | 11,80   | Wanda dos Santos Brasile       | 11,80   |
| Staffette            |                              |         |                              |         |                                |         |
| 4x100 metri          | Stati Uniti                  | 47,12   | Argentina                    | 47,27   | Cile                           | 49,49   |
| Concorsi             |                              |         |                              |         |                                |         |
| Salto in alto        | Mildred McDaniel Stati Uniti | 1,685 m | Deyse de Castro Brasile      | 1,59 m  | Verneeda Thomas Stati Uniti    | 1,59 m  |
| Lancio del disco     | Ingeborg Pfüller Argentina   | 43,19 m | Isabel Avellán Argentina     | 40,06 m | Alejandrina Herrera Cuba       | 38,00 m |
| Tiro del giavellotto | Karen Anderson Stati Uniti   | 49,15 m | Estrella Puente Uruguay      | 43,43 m | Amelia Wershoven Stati Uniti   | 43,06 m |

## Medagliere
| #      | Nazione           | Oro | Argento | Bronzo | Totale |
| ------ | ----------------- | --- | ------- | ------ | ------ |
| 1      | Stati Uniti       | 20  | 14      | 8      | 42     |
| 2      | Argentina         | 4   | 3       | 2      | 9      |
| 3      | Cile              | 2   | 1       | 6      | 9      |
| 4      | Brasile           | 1   | 1       | 5      | 7      |
| 5      | Cuba              | 1   | 1       | 3      | 5      |
| 6      | Guatemala         | 1   | 0       | 1      | 2      |
| 7      | Messico           | 0   | 2       | 2      | 4      |
| 8      | Venezuela         | 0   | 2       | 1      | 3      |
| 9      | Giamaica          | 0   | 2       | 0      | 2      |
| 10     | Trinidad e Tobago | 0   | 1       | 1      | 2      |
| 11     | Uruguay           | 0   | 1       | 0      | 1      |
| 11     | Colombia          | 0   | 1       | 0      | 1      |
| 13     | Porto Rico        | 0   | 0       | 1      | 1      |
| Totale | Totale            | 29  | 29      | 29     | 87     |